# Gaintza
Gaintza (spanisch Gainza) ist eine Gemeinde (Municipio) in der Provinz Gipuzkoa im spanischen Baskenland. Sie hat 124 Einwohner (Stand: 2024). 

## Geografie
Gaintza liegt etwa 68 Kilometer südöstlich von Bilbao und 43 Kilometer südsüdwestlich von der Provinzhauptstadt Donostia-San Sebastián in einer Höhe von ca. 430 m.

## Bevölkerungsentwicklung
| 1900 | 1950 | 1970 | 1981 | 1991 | 2001 | 2011 | 2021 |
| ---- | ---- | ---- | ---- | ---- | ---- | ---- | ---- |
| 390  | 309  | 241  | 124  | 123  | 137  | 130  | 126  |

## Sehenswürdigkeiten

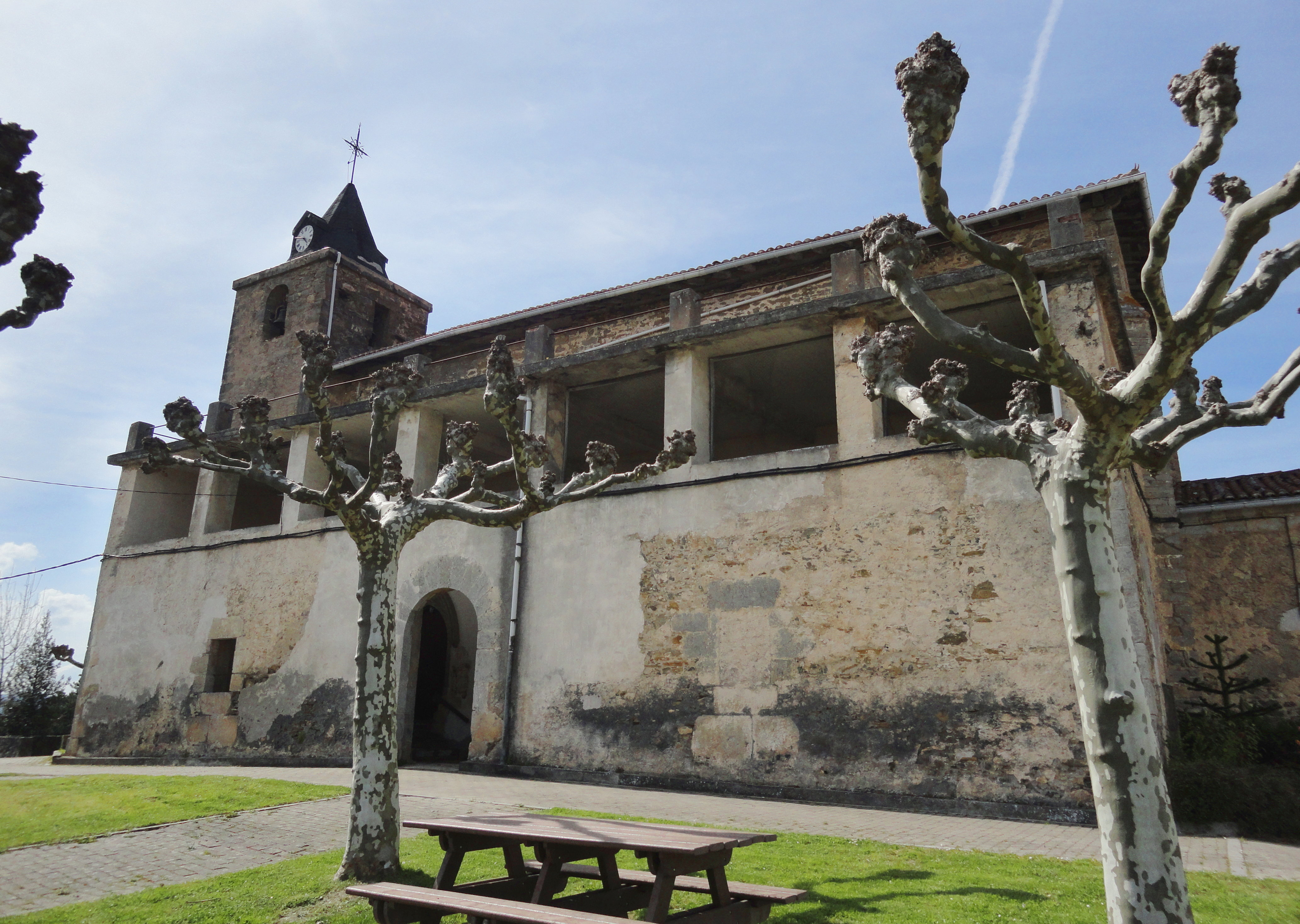
Michaeliskirche
- Martinskapelle
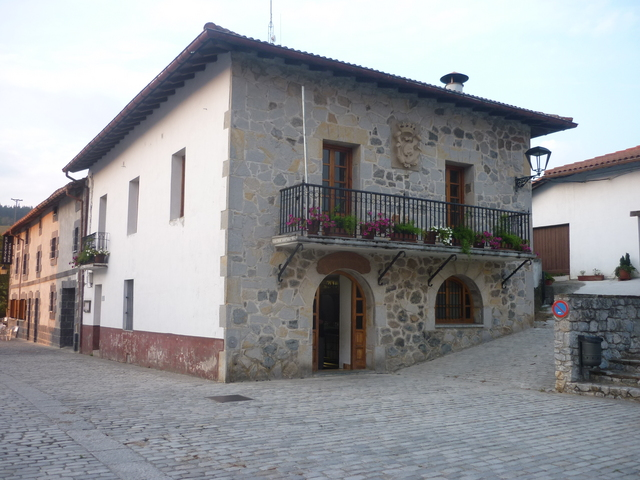
Rathaus

- Michaeliskirche
- Rathaus

## Persönlichkeiten
- Itziar Idiazabal (* 1949), Linguistin